# アートコーヒー
株式会社アートコーヒー（英文名称 ART COFFEE.）は、東京都港区に本社を置くコーヒー会社。1934年に創業。2008年に会社分割を行い、三菱商事100%出資による新法人の株式会社アートコーヒーを設立、コーヒーの焙煎・加工・販売を引き継いだ。喫茶店部門は、旧法人が株式会社アートカフェに社名変更して継承したが、2009年末に株式会社ゼンショーに譲渡された。2019年にUCCグループのユニカフェの完全子会社となった。

## 沿革
- 1934年 - 東京神田にて創業。
- 1936年 - 東京京橋に喫茶店開店。
- 1948年 - 株式会社アートコーヒー（旧法人）設立。
- 1950年 - 京橋に本社ビル建設。
- 1977年 - テトラパック入りロングライフコーヒー発売開始、厚木工場建設（2017年サントリー食品インターナショナルに譲渡[5]）。
- 1978年 - 三菱商事食品グループに参加。
- 1980年 - 本社を中目黒に移転。
- 1985年 - 山梨工場建設。
- 2008年
  - 1月4日 - 会社分割。コーヒーの製造・販売は新設の株式会社アートコーヒー、喫茶店部門はアートカフェが行う。
  - 9月16日 - アートコーヒー、本社を南蒲田に移転。
- 2013年3月4日- アートコーヒー、本社を丸の内に移転。
- 2019年1月 - 三菱商事が保有するアートコーヒー全株式を、株式会社ユニカフェへ譲渡。アートコーヒーはユニカフェの完全子会社となった[1][6]。
- 2021年 - 山梨工場をUCC上島珈琲に譲渡し、製造機能をユニカフェの神奈川総合工場に集約[7]。
- 2023年2月 - 本社を現在地に移転。